# Мещане (спектакль, 1966)
«Мещане» — спектакль Ленинградского Большого драматического театра им. М. Горького, поставленный режиссёром Георгием Товстоноговым в 1966 году. Спектакль был удостоен Государственной премии СССР; в 1971 году была создана его телевизионная версия.

## История создания
Присвоенное Большому драматическому в 1932 году имя Максима Горького обязывало театр иметь его пьесы в своём репертуаре, однако, придя в БДТ в 1956-м, Георгий Товстоногов предпочёл возобновить поставленные ещё Натальей Рашевской спектакли «Враги» и «Достигаев и другие». Лишь в 1959 году, когда уже в «Крокодиле» появилась карикатура на «Ленинградский БДТ имени Горького не ставит пьес М. Горького», он впервые сам обратился к драматургии одного из основателей БДТ, поставив к 40-летию театра пьесу «Варвары». Спектакль, вызвавший острую полемику, тем не менее стал одним из лучших в репертуаре Большого драматического; но к 1966 году ансамбль распался: вынужденно, из-за болезни ног, покинул театр Павел Луспекаев, уехала в Москву Татьяна Доронина — и «Варвары» сошли со сцены. К счастью для режиссёра, пишет Е. Горфункель, горьковская линия не стала в его творчестве ни формальной, ни насильственной. Для нового обращения к Горькому Товстоногов выбрал пьесу «Мещане», которую в молодые годы уже ставил со студентами в Тбилиси.
Товстоногов однажды признался, что первый импульс к постановке этой пьесы в БДТ дал ему театр абсурда: пьесы С. Беккета и Э. Ионеско помогли ему увидеть в старой пьесе новое — абсурдность и бессмысленность существования её героев, «замкнутые круги, по которым они мечутся». В «Мещанах» нашлось место и идеям Бертольта Брехта: желая представить в спектакле не отдельных людей, а «жизненное явление» и заставить зрителя увидеть его широко, увидеть не непосредственно, а опосредованно, Товстоногов обратиться к арсеналу «эпического театра». «Чтобы сохранить эту дистанцию, — писал режиссёр, — один из компонентов спектакля обязательно должен всё время как бы возвращать зрителя в исходное положение, заставляя его на всё смотреть со стороны». В «Мещанах» таким компонентом стала музыка: «Балалайка или мандолина, исполняющие нехитрую мелодию „жестокого“ романса или песенку городских окраин, врываются в действие нашего спектакля каждый раз неожиданно, давая возможность зрителям точнее оценить происходящее. Музыка здесь призвана создать тот эффект очуждения, о котором пишет в своей театральной теории Брехт».
Премьера «Мещан» состоялась 25 декабря 1966 года. Главными открытиями этого спектакля стали трагический — в его «тщетном усилии понять происходящее, найти точку опоры для себя и своих ближних» — Бессемёнов Евгения Лебедева, которого один из критиков назвал «мещанским королём Лиром», и Татьяна Эммы Поповой, которую критики, напротив, сравнивали с чеховскими персонажами, c сёстрами Прозоровыми из «Трёх сестёр», с Сориным из «Чайки» — «человеком, который хотел», но так и не смог осуществить задуманное.
В 1968 году Георгий Товстоногов, Евгений Лебедев и Эмма Попова были удостоены Государственной премии СССР. Спектакль шёл на сцене БДТ около двадцати лет в почти неизменном составе: после ухода из жизни Павла Панкова (в 1978 году) роль Тетерева исполнял Владислав Стржельчик; на роль Петра был со временем введён Олег Борисов.
В 1971 году при участии Товстоногова была создана телевизионная версия спектакля, с «классическим» составом исполнителей.

## Сюжет
Действие происходит в самом начале XX века, в провинциальном городке. В большом доме зажиточного мещанина Василия Васильевича Бессемёнова всегда многолюдно: кроме жены, Акулины Ивановны, в нём проживают двое детей Бессемёновых — Татьяна и Пётр, воспитанник Нил, молодая особа Елена Николаевна Кривцова, снимающая две комнаты в верхнем этаже, и кухарка Степанида. Ещё у Бессемёновых есть два нахлебника — певчий Тетерев и студент Шишкин; Степаниде по хозяйству помогает девушка Поля, дочь дальнего родственника Бессемёновых — Перчихина, торговца певчими птицами, и он тоже в этом доме частый гость.
Сын Пётр — бывший студент, исключённый из университета за недолговременное увлечение политикой, не находит себе занятия и постоянно пребывает в мрачном настроении. Дочь Татьяна — школьная учительница, тяготится своей работой и мечтает о человеке, который нарушит её одиночество и наполнит смыслом её жизнь. Ей нравится Нил — машинист депо, твёрдо стоящий на ногах, единственный в этом семействе довольный жизнью человек; но Нил едва замечает Татьяну: он постоянно ищет Полю. Бессемёнов обеспокоен судьбой своих детей; он не может понять, почему сын мается без дела, а 28-летняя дочь до сих пор не замужем; его настораживает общение детей, особенно Петра, с Еленой Николаевной, женщиной сомнительного поведения, — у детей же постоянное раздражение вызывает мелочность и ограниченность родителей; между отцом и детьми изо дня в день вспыхивают ссоры, нередко переходящие в скандалы.
Очередной тоскливый вечер, с очередной ссорой между отцом и детьми; обиженный Бессемёнов покидает столовую, Татьяна за фортепиано поёт заунывный романс, философ Тетерев не сводит глаз с Поли, безуспешно пытаясь привлечь к себе её внимание. Перчихин в тоске предлагает сыграть в карты, но никому не хочется; Поля отправляется в театр, но никто не хочет составить ей компанию: в местном театре тоже скучно. С репетиции любительского спектакля возвращаются Нил и Елена Николаевна, и всё тотчас оживляется; вечер заканчивается песнями и танцами. А наутро — очередная ссора между отцом и детьми; Бессемёнов горько сожалеет о том, что дал детям образование, которого не имеет сам, видя в этом причину всех зол, и прежде всего — взаимного непонимания.
Татьяна, оживающая всякий раз с появлением Нила, не в силах понять, что он нашёл в необразованной и ограниченной девушке, и не верит в серьёзность его увлечения. Однако за ужином, в отсутствие Татьяны и Петра, разыгрывается очередной скандал: Нил сообщает приёмному отцу о своём намерении жениться на Поле. Но Бессемёнов подыскивал ему другую невесту, с хорошим приданым, дочь бродяги не входила в его планы. Свой бессильный гнев Бессемёнов вымещает на Перчихине — выгоняет его из дома.
Одновременно Нил отнимает последнюю надежду и у Тетерева: сильно пьющий, опустившийся певчий хотел подняться, ему казалось, что Поля — тот человек, который мог бы изменить его жизнь. Последнюю надежду теряет и Татьяна. Случайно подслушав ночью объяснение Нила с Полей, она выпивает нашатырный спирт.
Татьяну спасают; но семья рушится: уходит Нил с Полей, вслед за ними уходит и Пётр с жизнерадостной Еленой Николаевной. В доме с родителями остаётся только Татьяна, которой некуда и не с кем уйти. Товстоногов несколько изменил финал пьесы: если у Горького Татьяна, оставшись одна, «медленно сгибалась, облокачиваясь на клавиши», то в спектакле БДТ она, напротив, медленно поднималась и с тупой сосредоточенностью начинала ловить моль. «Она хлопала в воздухе воздетыми кверху ладонями, странно, как механическая кукла, кружась по комнате, и что-то жуткое было в методичных движениях татьяниных разметанных рук, в её блуждающем взоре»

## Оценки
«Мещане» вошли в «золотой фонд» советского театра и на десятилетия стали своего рода визитной карточкой товстоноговского БДТ. «Мы спорим о каждом образе товстоноговских „Мещан“, как спорили бы о факте жизни… — писал П. А. Марков спустя десять лет после премьеры. — Органичность образов доведена и актёрски и жизненно до крайнего, предельного пафоса: для Бессемёнова — до трагедии жизненного тупика, для Акулины Ивановны — до беспомощной житейской озабоченности, для Татьяны — до пронзающей душу безысходности… И эта обостренность отнюдь не требует актёрской подчёркнутости. Таков сценический ключ к „Мещанам“. Психологическая наполненность, богатство ассоциаций, связанные с каждым образом, неразрывны».
В 1990 году, к первой годовщине смерти Товстоногова, артисты театра восстановили спектакль для единственного представления в Москве; по свидетельству Н. Старосельской, в Театр им. Моссовета, где игрался спектакль, «прорваться можно было только с бою»: «…Впечателение было поистине ошеломляющим: на пороге стояла совершенно иная эпоха… в стране назревали огромные перемены, а пафос этого старого спектакля по-прежнему завораживал!.. В переполненном зрительном зале царила мёртвая тишина, люди внимали шедевру Товстоногова так, словно спектакль был поставлен не почти четверть века назад, а вчера…».

## Действующие лица и исполнители
- Постановка и оформление Георгия Товстоногова
- Режиссёр — Роза Сирота
- Художник — Семён Мандель
- Художник-декоратор — Л. Урлина
- Художник по костюмам — Наталья Васильева
- Музыкальное оформление Семёна Розенцвейга

Создатели телеверсии:
- Режиссёры — Георгий Товстоногов и Геннадий Беглов
- Операторы: Лев Колганов, С. Филановский.
- Звукорежиссёр: Галина Горбоносова

- Василий Васильевич Бессемёнов — Евгений Лебедев
- Акулина Ивановна, жена его — Мария Призван-Соколова
- Татьяна, его дочь — Эмма Попова
- Пётр, его сын — Владимир Рецептер (в телеверсии), Олег Борисов
- Нил, воспитанник Бессемёнова — Кирилл Лавров
- Тетерев, певчий — Павел Панков (в телеверсии), Владислав Стржельчик (с 1978 года)
- Елена Николаевна Кривцова — Людмила Макарова
- Перчихин, торговец певчими птицами — Николай Трофимов
- Поля, его дочь — Людмила Сапожникова (в телеверсии), Елена Немченко
- Шишкин, студент — Владимир Четвериков (в телеверсии), Анатолий Гаричев
- Цветаева, учительница — Елена Немченко (в телеверсии), Г. В. Яковлева
- Степанида, кухарка — Марина Адашевская
- Доктор — Изиль Заблудовский (в телеверсии), Георгий Штиль
- Извозчик — Юрий Соловьёв